# Moccas
Moccas – wieś w Anglii, w hrabstwie Herefordshire. Leży 16 km na zachód od miasta Hereford i 204 km na zachód od Londynu.
W miejscowości znajduje się rezerwat przyrody Moccas Park NNR. Rezerwat jest jednym z większych i najbardziej zróżnicowanych pod względem starych drzew w Wielkiej Brytanii.
W Moccas usytuowany jest kościół św. Michała, który został zbudowany w około 1130.